# Bibliothèque universelle des romans
La Bibliothèque universelle des romans est une collection littéraire française à parution périodique, comportant 224 volumes de 1775 à 1789 à l'initiative du marquis de Paulmy et du comte de Tressan.

## Histoire
Les auteurs de cette collection ambitionnaient de publier sous forme d'extraits la totalité des romans français et étrangers « parus depuis l'Antiquité jusqu'à l'âge moderne », à raison d'un ou deux volumes par mois vendus par souscription. Ses collaborateurs étaient le plus souvent anonymes. Contant d'Orville et Legrand d'Aussy ont été du nombre de ses rédacteurs,, ainsi que Charles-Joseph Mayer, qui a rejoint le projet en 1775. Lorsque le marquis de Paulmy le quittera au début de 1779,, c’est Jean-François de Bastide qui le dirigera de 1779 à 1789.

## Contenu
La collection, qui a reçu un accueil très favorable, consiste essentiellement en des versions abrégées, traduites et modernisées de romans parus aux époques précédentes. Chaque numéro comporte au moins un roman pour chacune de ces quatre catégories: romans traduits du grec et du latin, romans de chevalerie, romans historiques et romans d'amour. 
Les versions proposées par la Bibliothèque avaient pour caractéristiques d'être abregees, épurées et élaguées autant que possible. L'objectif de cette collection était de rendre facilement et rapidement accessible des œuvres du passé, afin que tout honnête homme ou toute honnête femme puisse parfaire sa culture littéraire en peu de temps. La fidélité des versions proposées par de Paulmy et de Tressan était toutefois relative, certaines œuvres se démarquant notamment par le fait qu'elles laissaient plus de place à certains événements moins importants des œuvres originales et moins de temps à des éléments importants. Les textes visaient à instruire mais devaient aussi plaire, ainsi ils étaient souvent refaits en fonction du bon goût littéraire de l'époque par souci d’intelligibilité.
Lorsque la Révolution a contraint ses rédacteurs à mettre fin à cette entreprise, elle comptait 4 000 souscripteurs.